# صاد
الصاد «ص» هو الحرف الرابع عشر (14) بالترتيب الهجائي والثامن عشر (18) بالترتيب الأبجدي من حروف الأبجدي العربية. وتلفظ [sˤ] بصوت لثوي احتكاكي مهموس مبلعم, أي صوت حرف السين لكنه مُفَخَّم. قيمته تساوي (90) في حساب الجمل.
| تْصادِهْ الفينيقي | صَدَي الجعزي | تصادي العبري | صاد العربي | تصاده السرياني | صاده الارامي | صادي السامري |
| 𐤑              | ጸ          | צ ץ          | ص          | ܨ              | 𐡑            | ࠑ            |

## أصل الصاد
مصدر Tsade واضح، ربما يكون قد جاء من العصر البرونزي الوسيط، فالنقش ربما يكون للرسم التخطيطي للمصنع أو نبات البردي أو الأسماك، في العبرية الحديثة تسادي يعني أنه يصيد، وفي العربية صاد يعني الاصطياد أو البحث.

## صاد العربية
الحرف «ص» بالعربية يأتي ترتيبه الحرف الرابع عشر (14) بالترتيب الهجائي والثامن عشر (18) بالترتيب الأبجدي. يشبه حرف «ض» لكن بدون كتابة نقطة في أعلى الحرف.

### الرسم
| الموقع من الكلمة: | معزول | بدائي | وسطي | نهائي |
| ----------------- | ----- | ----- | ---- | ----- |
| شكل الحرف:        | ص     | صـ    | ـصـ  | ـص    |

### صاد في الإسلام
- حرف ص هو اسم لإحدى سور كتاب القرآن ـ وهي «سورة ص».
- حرف ص يستخدم لاختصار جملة «صلى الله عليه وسلم» والتي عادة تُنسب إلى النبي العربي «محمد بن عبد الله» فمثلاً يُقال: «محمد (ص)»، أي «محمد صلى الله عليه وسلم.»

### صاد في الإختصارات
- ص ب: وتعني صندوق بريدي. (وعادة ما يشاهد هذا الاختصار على المنتجات أو مراكز البريد).
- ص تعني صفحة في بعض الأحيان، فمثلاً نذكر: افتح ص11 أي افتح الصفحة 11.

### صاد في الرياضيات والجبر
- تُستخدم الصاد مثل السين أيضًا مجهولًا بكثرة في المعادلات والدوال الجبرية.
- تُستخدم الصاد للإشارة أيضًا إلى المحور الرأسي في الرسم ثنائي الأبعاد (محور الصادات) الذي يُطلق عليه باللاتينية المحور Y.

### صاد في لغات البرمجة
| Your Browser      | ص                 |
| Index             | U+0635 (1589)     |
| Class             | Other Letter (Lo) |
| Block             | Arabic            |
| Java Escape       | "\u0635"          |
| Javascript Escape | "\u0635"          |
| Python Escape     | u'\u0635'         |
| HTML Escapes      | &#1589; &#x0635;  |
| URL Encoded       | q=%D8%B5          |
| UTF8              | d8 b5             |
| UTF16             | 0635              |

## تصادي العبرية
الحرف «צ» بالعبرية يأتي ترتيبه الحرف (18) - بحسب الترتيب الابجدي - ويكتب:
| طرق كتابة حرف كوف | طرق كتابة حرف كوف | طرق كتابة حرف كوف | طرق كتابة حرف كوف                   | طرق كتابة حرف كوف |
| خطوط الطباعة      | خطوط الطباعة      | خطوط الطباعة      | حرف كاف بخط اليد في العبرية الحديثة | خط راشي           |
| Serif             | Sans-serif        | Monospaced        | حرف كاف بخط اليد في العبرية الحديثة | خط راشي           |
| ----------------- | ----------------- | ----------------- | ----------------------------------- | ----------------- |
| צ ץ               | צ ץ               | צ ץ               |                                     |                   |

### التسمية
يُقرأ هذا الحرف بطريقة أخرى وهي تزاديك بتغيير السين إلى زين.

### اللفظ
في اللغة العبرية الحديثة يُقرأ حرف تسادي أو تزادي في نظام الصوتيات /ʦ/ وتم تطويع هذا الحرف لإنتاج صوت جديد غير موجود في اللغة العبرية وهو Ch بحيث يكتب مع التطويع צ' لكنه ما زال يقرأ صادي - أي بالطريقة الأصلية - عند اليهود الشرقيين ومنهم يهود اليمن.

### الشبه والاختلاف
حرف التسادي يشبه حرف: كاف وميم وپي ونون، فيوجد لهذا الحرف طريقتين في الكتابة: طريقة كتابة الأسلوب الأولي צ، والنهائي ץ مع ملاحطة أن تغيير صورة الكتابة لا تغير طريقة نطق الحرف.

## صاد فيحساب الجمل
في اللغات السامية تم إعطاء كل حرف من حروفها قيمة عددية فتم إعطاء حرف صاد قيمة العدد 90.

## رومنةالحرف
في مخطوطات ترجمة الحروف السامية إلى حروف لاتينية يتم ترجمة حرف صاد:
- ص ← S, Ṣ
- צ ← Ts, Tz
- צ' ← Ch